# Aleiodes carinatus
Aleiodes carinatus är en stekelart som först beskrevs av William Harris Ashmead 1889.  Aleiodes carinatus ingår i släktet Aleiodes och familjen bracksteklar. Inga underarter finns listade i Catalogue of Life.